# Ашрапова, Мукаддам Ашраповна
Мукаддамхон Ашраповна Ашрапова — советский врач, доктор медицинских наук, профессор, заслуженный деятель науки Узбекской ССР.

## Биография
Родилась в 1919 году в Ташкенте. Член КПСС.
Окончила Ташкентский медицинский институт.
С 1941 года — врач, заведующий Канибадамским районным отделом здравоохранения.
Участник Великой Отечественной войны: врач-ординатор 2203-го передвижного госпиталя 27-й армии Северо-Западного фронта, старший врач 117-го отдельного полка связи Воронежского фронта, врач 786-го стрелкового полка 155 стрелковой дивизии 1-го Украинского фронта, ординатор госпиталя № 2624 1-й гвардейской армии 4-го Украинского фронта, ординатор госпиталя в 433-м отдельном медико-санитарном батальоне 340-й стрелковой дивизии
В 1945—1947 гг. — преподаватель на военной кафедре Среднеазиатского государственного университета.
В 1947—1964 гг. — доцент кафедры факультетской хирургии, старший научный сотрудник II-й хирургической клиники
В 1964—1999 гг. — адъюнкт-профессор общей хирургии, заведующий кафедрой общей хирургии стоматологического факультета и декан стоматологического факультета Ташкентского медицинского института
Делегат XXIII съезда КПСС.
Умерла в 1999 году в Ташкенте.

## Награды
- Орден Отечественной войны I степени (1985)
- Орден Трудового Красного Знамени (28.06.1981)
- Орден Красной Звезды (1945)
- Орден Почёта (08.10.1991)
- Медаль «За боевые заслуги» (1944)

## Основные труды
- Ашрапова, Мукаддам Ашраповна. Некоторые биохимические сдвиги при травмах черепа [Текст] : Автореферат дис. на соискание учен. степени кандидата мед. наук / Ташкент. мед. ин-т им. В. М. Молотова. — Ташкент : [б. и.], 1953. — 16 с.; 20 см.
- Ашрапова, Мукаддам Ашраповна. Портакавальные органные анастомозы при оментонефропексии [Текст] : (Эксперим. исследование). — Ташкент : Медгиз УзССР, 1963. — 62 с. : ил.; 21 см.
- Ашрапова, Мукаддам Ашраповна. К вопросу диагностики и лечения синдрома портальной гипертензии [Текст] : (Клинико-эксперим. исследования) : Автореферат дис. на соискание учен. степени доктора мед. наук / Ташк. гос. мед. ин-т. — Ташкент : [б. и.], 1964. — 29 с.
- Постолов, Михаил Петрович. Функция почек при циррозе печени с синдромом портальной гипертензии [Текст] / М. П. Постолов, З. А. Ракитина, М. А. Ашрапова. — [Ташкент] : Медицина, [1971]. — 96 с. : ил.; 20 см.